# Цзі 姬
Цзі 姬 Jī — царське прізвище династії Чжоу (1046–256 до н. е.) у стародавнім Китаї. Надаючи наділи землі родичам, перші вани Чжоу встановили їх володарями нових територій (див. Лен (феод)). Із часом деякі з цих геополітичниї утворень отримали автономний статус, деякі були завойовані. Родинні стосунки слабішали, але їх існування глибоко відбилося на філософії періоду Чжоу: так, поняття «ритуал» лі 禮 та «синівська шанобливість» сяо 孝, яким приділялося багато уваги за часів Конфуція та пізніше, мали важливе значення у підтримці родинної ієрархії та нормалізації стосунків між родичами Цзі як на персональному, так і на політичному рівнях.
Опріч лінії ванів Чжоу, до фамілії Цзі належали володарі Цзінь 晉 (11 ст. — 376 до н. е.), Вей 衞 (11 ст. — 209 до н. е.), Хань 韩 (завойоване у 757 до н. е., відновлене нащадками родини Цзі у 403, проіснувало до 230 до н. е.), Лу (11 ст. — 249 до н. е.), Чжен 鄭 (1046–221 до н. е.), Янь 燕 (), Цао 曹 (1046–221 до н. е.), Цай 蔡 (11 ст — 447 до н. е.) та декількох країн із коротшою історією та меншим політичним впливом: Тен 滕 (1046–414 до н. е.), Східне та Західне Ґо 虢, Шень 沈 (11 ст. — бл. 500 до н. е.), Сі 息 (12 ст. — 475 до н. е.).
Належність до дому Чжоу стверджували володарі У (Ву) 吳 Wú (див. Taibo of Wu).
Родина Цзі поділяла вплив у країні Чжоу разом із родиною Цзян 姜. З останнього походили володарі Ці 齊 (1046–2221 до н. е.).
Прізвище 姬 залишається розповсюдженим у Китаї та інших країнах Східної Азії (корейське 희 Hui, Hee). У передачі путунхуа західними мовами воно збігається із численними іншими "Цзі", див. Ji (surname).